# Bombus centralis
Bombus centralis là một loài Hymenoptera trong họ Apidae. Loài này được Cresson mô tả khoa học năm 1864.